# 时钟花科
时钟花科（學名：Turneraceae；/ˌtɜːrnɪˈreɪsii/），也叫有叶花科、榆叶葵科、穗柱榆科，甚至音译为特纳草科，是一個被子植物的科，共包括10属约205种。

## 型態描述
本科植物主要为熱帶及亞熱帶的灌木，也有少数草本和乔木品种。這些物種近半屬於時鐘花屬。叶有气味，有毛，无托叶，被用做药材；花萼和花冠结合成筒状；果实为蒴果，种子有网状纹。

## 分佈
分布在非洲南部和南美洲的热带和亚热带地区，大部分种类生长在美洲。其中只时钟花属就有122种，Piriqueta属有44种，中国只有引进种。

## 分類
1981年的克朗奎斯特分类法将其裂入堇菜目，1998年根据基因亲缘关系分类的APG 分类法将其分到新设立的金虎尾目，2003年经过修订的APG II 分类法认为可以选择性地与西番莲科合并。在2009年的APG III分类法，本科正式被併入西番莲科。

## 下属物种
本属包括以下物种：
- Adenoa Arbo
- Afroqueta Thulin & Razafim.
- Arboa Thulin & Razafim.
- Bohadschia C.Presl
- Burcarda J.F.Gmel., 1791
- Burkhardia Benth. & Hook.f., 1867
- Erblichia Seem.
- Esblichia Rose
- Hyalocalyx Rolfe
- Loewia Urb.
- Mathurina Balf.f.
- Oxossia L.Rocha
- Pibiria Maas
- 坡麻花属 Piriqueta Aubl., 1775
- Stapfiella Gilg
- Streptopetalum Hochst.
- Tricliceras Thonn. ex DC.
- 时钟花属 Turnera L.

## 外部連結
- 維基物種上的相關：时钟花科
- Watson, L.; Dallwitz, M. J. . . 1992 onwards  [2018-11-10]. （原始内容存档于2004-12-12）.
- APG II 网站中的时钟花科 （页面存档备份，存于）